# Edifici Banc Central (Ripoll)
L'Edifici Banc Central és una obra de Ripoll protegida com a Bé Cultural d'Interès Local.

## Descripció
Edifici format per planta baixa i tres pisos. Les obertures són de traça recta o bé arcs de punt rodó. La façana principal, a més presenta d'altres elements constructius que ajuden a dignificar l'entorn de la plaça com és el cas d'un rellotge, una coberta amb tres nivells, un terrat i una escultura de sant Eudald, patró de Ripoll, a l'interior d'una fornícula.